# サウンド・バム
株式会社サウンド・バムはテレビ番組などの音楽効果の制作会社。
日本テレビの仕事が多い。

## 会社概要
- 所在地：〒113-0021 東京都文京区本駒込5-3-3-401
- 設立年月日：1994年12月22日

## 代表者
- 代表者：鈴木勉
- 取締役：島野高一、加藤久喜

## 所属スタッフ
- 石橋裕司
- 本沢利明

## 事業内容
- テレビ番組、CM、イベント等の音楽効果及び作曲